# Ascidieria
Ascidieria là một chi thực vật có hoa trong họ, Orchidaceae.